# Kalîniv Mist, Pîreatîn
Kalîniv Mist (în ucraineană Калинів Міст) este un sat în orașul raional Pîreatîn din regiunea Poltava, Ucraina.

## Demografie
Componența lingvistică a localității Kalîniv Mist
     Ucraineană (98,62%)
     Rusă (1,38%)
Conform recensământului din 2001, majoritatea populației localității Kalîniv Mist era vorbitoare de ucraineană (98,62%), existând în minoritate și vorbitori de rusă (1,38%).